# Potentilla rivalis
Potentilla rivalis är en rosväxtart som beskrevs av Thomas Nuttall, John Torrey och Gray. Potentilla rivalis ingår i Fingerörtssläktet som ingår i familjen rosväxter. Utöver nominatformen finns också underarten P. r. rivalis.